# Бодоланд

Прапор Бодоланду

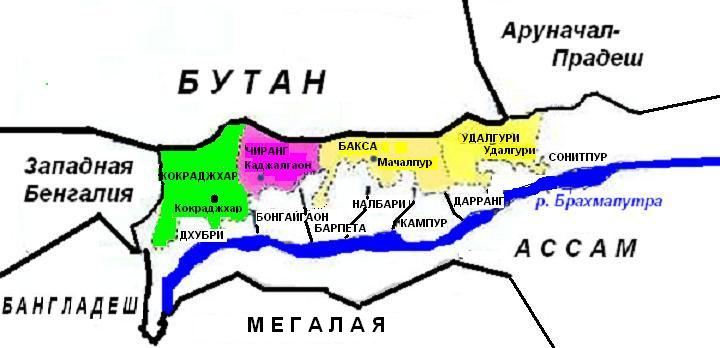
Чотири округи Бодоланду

Бодоланд (англ. Bodoland Territorial Council, BTC) — територія в штаті Ассам (Індія), що має особливий статус. Бодоланд — місце компактного проживання народності бодо та зона боротьби організацій ассамського опору за самовизначення.
Населення на 2001 становило 2,92 мільйонів осіб. Столиця — місто Кокраджхар.

## Географія
Займає смугу, що межує з Бутаном, в дуарах (тераях), на спуску з бутанських гір до Брахмапутри. При цьому Бодоланд не має прямого виходу до Брахмапутри.
У Бутані до Бодоланду прилягають дзонгхаг Сарпанг на заході і Самдруп-Джонгхар на сході.
Адміністративно Бодоланд займає чотири округи штату Ассам: Кокраджхар, Бакса, Удалгурі і Чіранг, які були виділені як частини шести сусідніх округів (Дхубрі, Кокраджхар, Бонгайгаон, Барпета, Налбарі, Камруп, Дарранг і Сонітпур).

## Статус території
Територіальне Об'єднання Бодоланд утворено в результаті угоди  від 10 лютого 2003, підписаної урядом Індії, урядом Ассаму й організацією Тигрів Визволення Бодоланду.
Фактично угода набула чинності 6 грудня 2003, коли Тигри звільнення Бодоланду погодилися скласти зброю, а їхній керівник Хаграма Мохіларі зміг домовитися з індійською і ассамською владою, і 7 грудня 2003 склав присягу, вступивши на посаду губернатора (англ. Chief Executive Member, CEM).
Рада територіального об'єднання складається з 12 обраних членів, які несуть відповідальність за різні сфери діяльності (сомістхі). Територія під юрисдикцією ради називається «Територіальний Автономний Округ Бодо» (англ. Bodoland Territorial Areas District, BTAD).
Офіційні мови — бодо й ассамська. Територія входить до складу штату Ассам і підпорядковується губернатору. Площа Бодоланду — 8795 км².
Факт створення Бодоланду відповідно до Конституції Індії зустрів протидію низки організацій. 